# タクティクスオウガ
『タクティクスオウガ』（英: Tactics Ogre: Let Us Cling Together）は、1995年10月6日に日本のクエストから発売されたスーパーファミコン用シミュレーションロールプレイングゲーム。略称は『タクティクス』『TO』など。
同社の『オウガバトルサーガ』第2作目。架空の世界における民族紛争をテーマとしたストーリー展開となっており、独自のゲームエンジンを使用したグラフィックや行動によってシナリオが分岐する点などを特徴としている。
1996年12月13日にはセガサターンに、1997年9月25日にはPlayStationに移植された。
2009年2月10日からはWii・バーチャルコンソール、2014年3月12日からはWii U・バーチャルコンソール、2016年11月21日からはNewニンテンドー3DS・バーチャルコンソールでも提供されている。
2010年11月11日には、PlayStation Portable向けリメイク作品『タクティクスオウガ 運命の輪』が発売された。2022年11月11日には、『運命の輪』をベースにした更なるリメイク作品『タクティクスオウガ リボーン』が発売された。対応機種はPlayStation 5、PlayStation 4、Nintendo Switch、Steam(Steam版のみ11月12日発売)。

## 概要
「オウガ」の名を冠したシリーズとして、『伝説のオウガバトル』に続く二作目として発売された作品だが、オウガバトルサーガ全体としては第1章〜第8章までの構想があり、本作は第7章に位置づけられている。また、前作と同じ世界の物語だが、ゲームシステムの関連性はほとんどない。
本作では、架空の世界におけるヴァレリア諸島でのウォルスタ、ガルガスタン、バクラムの民族紛争による戦乱が、島の少数民族ウォルスタ人の少年デニムの視点から描かれる。マルチストーリー・マルチエンディングを採用している。
ゲームは主人公デニムと彼の率いる最大10人の部隊を操作し、各地で発生する戦闘イベントなどをクリアすることで進行する。戦闘はクォータービュー方式のマップで行う。
開発代表・企画・シナリオは、後にスクウェアにてPlayStation用ソフト『ファイナルファンタジータクティクス』（1997年）や『ベイグラントストーリー』（2000年）、ゲームボーイアドバンス用ソフト『ファイナルファンタジータクティクスアドバンス』（2003年）、PlayStation 2用ソフト『ファイナルファンタジーXII』（2006年）を手がける松野泰己であり、アートディレクターは皆川裕史、イラストは吉田明彦が担当し両名とも前述の作品にも関与していた。音楽は前作に続き岩田匡治および崎元仁が担当している。
また、スーパーファミコン版で「ファイアクレスト」というアイテムを入手した写真をクエスト社に送ると、ある人物からの手紙と「ガラスのカボチャ」がプレゼントされるというキャンペーンがあった。
ゲーム誌『ファミ通』の「クロスレビュー」にてスーパーファミコン版はゴールド殿堂、セガサターン版およびPlayStation版はシルバー殿堂、PlayStation Portable版はプラチナ殿堂を獲得した。また同誌の「読者が選ぶTop20」ランキングでスーパーファミコンの作品で唯一、長年に渡りランクインし続けた。小説家の宮部みゆきは本作の著名なファンとして知られる。死者の宮殿を15周したとは本人の言葉。
以降、本記事では特記が無い限りはオリジナル版であるスーパーファミコン版について述べる。

## ゲーム内容

### システム
ゲームは、舞台となるヴァレリア諸島が描かれたマクロマップ上に配された各拠点上を移動し、指定された戦闘マップ（シナリオ戦闘）で勝利・拠点制圧する事で一連の物語が進行してゆく。また、全ての戦闘には、例外なく勝利条件が決められている。勝利条件は、「敵リーダーを倒せ」、「敵を殲滅せよ」の2種があり、いずれも表記された条件を満たした時点で、戦闘は終了する。一方で、敗北条件（ゲームオーバー）も決められており、シナリオ戦闘では「デニムの死亡」（強制出撃）、デニム非出撃時のランダムエンカウント戦闘では「味方ユニットの全滅」となっている。
複数のステージが存在する拠点では、拠点制圧までマップ上に戻る事ができず、編成画面のみを介した連続戦闘となる他、消費したHP等も次のマップに引継ぎされる（『運命の輪』では全回復する）。
前作、伝説のオウガバトルでは、キャラクターの集合体が（実際に行動可能な）一つの「ユニット」として扱われていたのに対し、本作では個々のキャラクター自体が独立したユニットとして扱われ、前作のユニットに該当する集合体の概念を「ユニオン」と位置付けている。
デニムをリーダーとするユニオン（所属部隊）は、ユニットを最大30人（本人を含む）まで保有する事が可能で、1つの戦闘マップでは、基本的にアタックチームとして最大でユニット10体まで出撃させる事ができる（Lサイズユニットは2体まで）。戦場で傷つき、HPが0になったユニットは、「戦死者」として扱われる。ただし、その戦闘マップ中に限り、死亡者をアイテムや魔法「リザレクション」で復活させることは可能である。また例外的に、スケルトン、ゴースト等のアンデッド系は、死亡後に何度も復活する不死身のユニットに該当するため、このセオリーに当てはまらない。
『運命の輪』では、Lサイズユニットも1体として最大12人まで出撃可能（ただしマップにより最大出撃数は変動）となり、ユニオンの最大ユニット数も50人に拡張された。また、ライフの要素が登場し、バトル中にHPを失い、放置されるとライフを失う。そしてライフを3つ失うことによって、ユニットは死亡する、といったように、ユニットの死亡条件が緩和された。
また、ユニットの個性演出として、ファイナルファンタジータクティクスのアビリティに類似するスキルというシステムが登場している。
キャラクターメイキング
NEW GAMEを選んでゲームを始めると、既存のRPG等と同様に主人公のファーストネーム（デフォルトはデニム）と、出生日を任意で決める事ができる。次に、風、火、土、水を司る4人の女神から3つの質問があり、それらに回答した後、加護を受けたい守護属性を決めるとメイキングは完了する。
この女神からの12の質問は、主人公の初期パラメーターと、カチュアやヴァイス等、数名の主要キャラクターのエレメントを決定するものである。
『運命の輪』では、『伝説のオウガバトル』のように、ゲームスタート時に、5つのタロットカードの問題の選択肢を選ぶことによって、デニムの初期ステータスが変化するようになっている。
主人公の所属するユニオンの部隊名も任意で決める事ができる。
チュートリアル、オンラインヘルプ
本作の取扱い説明書は、ごく基本的な事柄のみしか記載していない。その代わりに、ソフトのデータ内に「チュートリアル」という項目がゲーム本編とは別に設けられており、ゲーム内で必要となる知識をプレイヤーがここで詳しく学ぶ事が可能である。また、「オンラインヘルプ」も設けられている。これは、ゲーム本編で何時でも（戦闘時であっても）使用でき、出現するカーソルで忘れた項目や、不明な項目の解説や意味をリアルタイムで知る事が可能である。このヘルプメッセージで得られる情報の種類は、ゲームを通して非常に重要な事柄から、ネタ的な意味のない事柄まで膨大な物である。
本作を象徴するもう一つの側面として、エクストラステージ「死者の宮殿」の存在が挙げられる。地下100階という全ステージ最大の規模で構成されており、一度外へ出てしまうとまた1階からの挑戦となる上に、あらゆる面で通常進行上の最終ステージとは比べ物にならないほどの凄まじい難易度を誇るため「真の最終ステージ」として広く認知されている。ただし、ある場所で地下4階への通路の手がかりを見つけない限りは地下3階で探索が打ち切られ、強制的にワールドマップへ戻されてしまう。ここでしか見つからないキャラクターやゲームバランスを崩すほど強力なアイテム、特定キャラクターのストーリーが存在し、特に各ルートのアイテムコンプリートには欠かせない場所である。また、このステージではイベントバトル・ランダムバトル共に経験値が一切入らず、MVPによるレベルアップも起こらない。ただし、敵を倒した場合の殺害数はカウントされる。

### HERMIT
マップは画期的な2Dで描かれた立体的なオブジェクトを配置する形で描かれており、HERMITと称されたクエスト独自開発のゲームエンジンを使用して構成されている。これは、「高さ」や「パネルの種類」などの各種データから秒間19,000ブロックのグラフィックを自動生成するもので、極めて少ないデータ量で三次元的なマップを作ることができる。
これに従う形で「高さ・ユニットの向き」の概念も導入している。低い場所から高い場所には攻撃が届きにくかったり、高台から低地へ矢を撃つと射程が伸びたり、ユニットの背後から攻撃すると命中率がアップしたり…などと戦術にダイレクトな影響を与えるため、戦闘に投入するユニットの選択・運用も奥深いものとなっている。
このシステムの導入によって、高所を確保し投射武器である弓で攻撃するという戦法が非常に強く、逆に近接戦を挑むメリットに欠けることになった。

### ウェイトターンシステム
この作品での戦闘で最も特徴的なのは、「ウェイトターンシステム」と呼ばれるシステムである。開発元のクエストでは、本システムのことを「NATSシステム(Non-Alternate Turn System)」とも呼称している。また、戦闘時はリアルタイムで時間経過の概念があった前作と異なり、本作では、個々のユニットが行動する際、一旦時間が止まり、他のユニットは待機状態になるため、落ち着いて戦略行動を吟味する事が可能である。
このシステムはプレイヤーやコンピュータが、自軍全体→敵軍全体→自軍全体…というように交互に行動を指示する集団ごとのターン制ではなく、各敵味方のユニットがそれぞれ持っている「ウェイト」という数値をすべて消費した順番に行動する、いわば個々のキャラクター単位のターン制である。なお、ウェイトが減少していく過程の時間は、待ち時間がある訳ではなく、瞬時に次に行動可能なユニットへとスイッチしていくシステムである。ウェイト値が0になり行動可能になったユニットは「移動」と(移動以外の)「行動」を順不同で行える。「移動」と「行動」の両方を行えばそのユニットの最大ウェイト値の分待たないといけない。これが「移動」か「行動」どちらかのみの場合は最大ウェイト値の3/4待つだけでよく（ウェイト値上限が400のユニットなら300から減っていく）、何もしなければ1/2のウェイト消費で再び次の行動順番待ちとなる（上限が400なら200から減っていく）。これによりプレイヤーは常に変わり続けるユニットの行動順を意識して戦略を立てなければならない。（典型的なターン制では、それぞれの集団内の行動順は「素早さ」などの数値によりあらかじめ決まっていて、小規模な戦闘の勝敗が決するまでは行動順はほぼ変わらないものが多い）。
ウェイト値は、クラスやAGI（素早さ）のパラメーターで基本値が、装備する武具の重量などで補正値が算出され、レベルアップ時には他のパラメーターと異なり値が減少する。戦闘時、ウェイト値は各ユニットの上限値から同時に減少していき、より早く0になったユニットから行動可能になるというシステムなので、値の少ない（素早い）ユニットのほうが多い（鈍重な）ユニットよりも、より多く行動できる。ただし、魔法行使の際に必要となるMPに関しては、時間経過でMPがチャージされていくため、行動可能となってもMPチャージ量がこれに追随できず（足りなくて）魔法が使えないことがある。詳しくは後述の「魔法」の項を参照。
ウェイト値における装備品の重量の影響は著しく、装備品の付け方で自軍ユニットの行動順をある程度、意図的に操作する事もできる。
このシステムの性格上、戦闘に多方面から影響を与えるAGI（素早さ）はユニットの最重要パラメーターの一つとなっている。戦闘時にトレジャーとして、キャラクターのパラメーターを上昇させるカードが出現することがあるが、AGIを強化するカードのみ存在しないのも、その影響力の大きさから、ゲームバランスが破綻しないよう考慮しての事である（ただし、ゲーム内には没データとして存在している）。

### ユニット（キャラクター）
各ユニットにはHP（体力）、MP（魔力）、WT（ウェイト）、STR（力）、VIT（生命力）、INT（知力）、MEN（精神力）、AGI（敏捷性）、DEX（器用さ）、LUK（運の良さ）のパラメーターが設定されている。これらの数値を基に、クラス別の補正がなされ、物理攻撃力、間接攻撃力、魔法攻撃力、物理防御力、魔法防御力が（シンボルマークで）数値化される。この他に個々のステータス画面では、基本的に変動しない、またはクラス別に固定された「move（移動力）」、「移動形態」、「ユニオン（所属部隊）」、「レイス（民族や人種）」の確認ができる。
またユニットは、一般の人間系などに該当する「Sサイズユニット」と、魔獣やドラゴン等のウェイトが重く、武具を装備不可（消耗品などの、装備箇所が「袋」のマークであるアイテムのみ所持可能）な「Lサイズユニット」に分けられる。
LV（レベル）は戦闘中に何らかの行動を起こす事で手に入るEXP（経験値）が100蓄積されるごとに0にリセットされ、1つ上昇（レベルアップ）する。その際に成長する能力値（LUK以外）は各クラス別に異なっており、戦士系クラスはHP、STR、VIT等が大きく上昇、魔道士系クラスであればMP、INT、MEN等が大きく上昇する傾向がある。なお、レベルの上限は50、各パラメーターの最大値は999（LUCは100、WTは1）であり、レベルが50に到達した時点でレベルアップによるパラメーターの成長は打ち止めとなる。以後のパラメーターの強化は、ドーピングアイテムや、戦闘時に出現する各種カードのみとなる。
エレメント・アラインメント
各ユニットには、例外なくエレメント（『運命の輪』では廃止）と、アラインメントがそれぞれ定義されている。
エレメントはユニットの守護属性を表し、風・炎・水・地の4つのエレメントで構成される。エレメントには風⇔地、炎⇔水の相反関係があり、相反属性のユニット間ではお互いの干渉効果が顕著（ダメージや成功率など）となる。逆に同属性間ではこの効果は最小となる。また、ユニット属性と武具・魔法の属性合致をさせた場合は、強化補正を受け、その効果が最大限に発揮されるため、戦闘時に大きな意味合いを持ってくる。これも同様に反属性の装備をした場合、その効果は逆にマイナスとなって現れる。属性には、他に神聖と暗黒、無属性である物理があるが、基本的にこれはユニットのエレメントには適用されない。
アラインメントは、そのユニットの本質や思想を表す物で、秩序と規律を尊ぶロウ（Law）、自由と理想を求めるカオス（Chaos）、柔軟性と客観性を併せ持つニュートラル（Neutral）の3つに分類されている。『伝説のオウガバトル』とは異なり、本作では単に善悪を指し示す物ではなく、クラスチェンジの制約といった表面的に関わる要素から、戦闘中の天候変動による耐性まで、ユニットに多くの影響を与える。ユニットの持つエレメント・アラインメントは不変だが、デニム・カチュア・ヴァイスの3名は物語進行に伴いアラインメントが変化する。
また、リブート作品となる「タクティクスオウガリボーン」では新たに氷と雷がエレメントとして追加された。
忠誠度
各ユニットには、能力値、エレメント・アラインメントの他に、忠誠度と呼ばれるパラメーターが存在する。
この数値は文字どおり、そのユニットが現在所属するユニオンの指導者、及びそのユニオンの方向性や方針にどれだけ賛同しているかを表す物である。この数値はマスクパラメーターのため、正確な数値を見る事は出来ないが、ユニットの名前欄のヘルプメッセージのコメントで、ある程度その状態を窺い知る事は可能である。
忠誠度は、戦闘時冒頭などでの敵将とデニムの会話の選択や、ルート選択時、及び戦闘時の行動でも僅かながら変動し（戦闘時は一定の確率）常に一定という訳ではない。この数値は、ユニットが実戦でLVアップした時に限り、確実に上昇する。
忠誠度の数値は、高い事での弊害は特にないが、極端に低くなった場合は戦闘後に警告が告知され、最悪の場合は、そのユニットが離反（死亡同様に対象のユニットデータの抹消）する場合もある。これとは別に、ルート選択時に忠誠度とは関係なく強制離反するユニットも中には存在する。

#### クラス
本作では、人間系ユニットには「クラス」が、それ以外のデミヒューマン系や、Lサイズユニット等には「種族」が例外なく定義されている。専門職に就いていない人間系ユニットとドラゴンは基本的に、アラインメント（後述）、性別、能力値、殺害者数などの制約を条件に、編成メニューから「クラスチェンジ」（ドラゴンの場合正確には種族系統が変化）が可能となっている。
なお、ユニットは編成メニューを開いた時点で条件さえ満たしていればクラスチェンジが可能なため、編成メニューを開ける限りいつでも戦局にあわせて編成を変える事ができる。
「ファイアーエムブレム」などの一般的なSRPGとは違い、クラスチェンジによるユニット自体の能力値（パラメーター）の変化は無い。また、『伝説のオウガバトル』とは違い上位クラスという概念が存在しない（CC条件のステータスが高い、いわゆる上級クラスは存在している）。そのため、クラスチェンジを行うメリットとして、「クラス独自の恩恵を得るため」という表現が正しい。以下はクラスチェンジのメリット、及び変化を伴うファクターである。
- 成長値（率）…LVアップ時のパラメーター上昇値がクラスごとに異なる。
- 防御補正（率）…クラス別に物理攻撃や、魔法攻撃（属性攻撃）に対する耐性値が異なる。
- 移動力（跳躍力）…上述の通り、移動力や移動形態が変化する。
- 魔法…一部クラスは魔法が行使できる。クラスにより、装備可能な呪文書の種類、数が異なる。
- 特殊効果…竜殺・対竜効果や、恐怖効果など戦闘時常に効果を発揮するクラスが存在する。
- 得意武器…特定の武器タイプで独自のアクションをとる（得意）クラスが存在し、攻撃力が助長される。

クラスの紹介はタクティクスオウガの登場人物#クラスリストを参照。

#### アイテム
本作におけるアイテムは、全197種存在し、武器は「剣」「斧」「鎚」「爪」「扇」「杖」「槍」「鞭」「弓」「吹矢」「銃」の11カテゴリ、武具は「盾」「籠手」「鎧」「衣」「兜」「靴」の6カテゴリ、装飾品は「指輪」「首飾り」の2カテゴリと、それら以外に該当する「消耗品」、「その他」から形成される。基礎的なアイテムや、装備品等は原則としてショップで購入が可能である。
『伝説のオウガバトル』と同じく、クラスによる装備できるアイテムの制限は無い。ただし、Lサイズユニットは基本的に消耗品と一部のアイテムのみしか所持することができない。Sサイズユニットの装備系アイテムは大別すると「手」（右手左手）「体」「頭」「足」「袋」（装飾品・消耗品）の5つに区分される。右手、左手には武器や盾を合計で2個まで（両手専用武器は1個までで、さらに片手武器を装備することはできない）、体・頭・足には各1個まで、装飾品、消耗品は個数制限無しで持つことができ、ユニットはこれらの制約の上で最大4個まで装備が可能となっている（例：片手剣、盾、鎧、首飾りを装備した場合、まだ5箇所の内の「頭」や「足」のスペースが空いているが、最大4個の制約上装備できない）。
装備品、消耗品など全てのアイテムには例外なく重量が設けられ、基本的に性能と重量は比例して、強い武器防具ほど高重量となる傾向にある（ただし、所持する事でウェイトを軽くする特殊なアイテムも存在する）。
装備重量が大きくなる事は、行動サイクルが遅くなる事を意味するだけでなく、ユニットの命中率・回避率の低下にも影響を及ぼすため、単に高性能の武具で装備を固めることが最善になるとは限らない。
また、アイテム類の中には攻撃・防御以外にも特殊な効果を保有する物が多いのも本作の特徴である。以下はその効果の種類。
- 装備時、一時的に特定パラメーターにボーナスが付加する物。
- ステータス異常や特定属性に耐性が付加される物、及び魔法効果を無効化する物。
- 移動形態が変化する物（水上移動や飛行移動など）。
- 攻撃時にランダムで何らかのステータス異常を併発する物。
- 竜殺・対竜効果、恐怖効果が付随する物。
- Lサイズユニットに対する操獣、操竜、操人形効果が付随する物。
- 使用する事で、スペシャル（特殊攻撃・回復及び、天候を変動させる等）が発動する物。
- 戦闘時、ウェイトカウント単位で常にHPが回復する物。
- 所持ユニットの基本ウェイトを減少（軽く）させる物。
- 特殊クラスにチェンジする際のキーアイテムになっている物。
- LVアップ時に所持していると、ユニットの特定の成長値（率）を助長する物。
- 特定の組合せ（シリーズ物で統一）によってユニットのパラメーターが大幅に変化する物、目標優先順位が下がる物。
- 使用・消耗する事で、一度だけ特定パラメーターを半永久的に上昇（ドーピング）させる物。

#### 魔法
世界観、シナリオの観点から見た場合の本作における魔法は非常に重要な位置を占めている。本作の世界で魔法は、神秘的な存在であるのと同時に、剣や弓矢といった兵器と同列にみなされている。ゆえに、戦争に関与する各勢力はしばしば、強力な力を持つ魔法を探索している。また、シナリオ上描かれている宗教ないしその勢力との関連も深く、聖職者であるか宗教的な祝福を受けた者は神聖系（後述）の魔法を行使出来るようになるなどといった描写も見られる。
以下、主にゲームシステムの観点から見た魔法について記載する。
『タクティクスオウガ』の世界は、万物を司る「風」、「炎」、「地」、「水」、「神聖」、「暗黒」の6体の精霊（女神）が存在し、これに「竜言語」を加えた7系統（属性）で魔法が構成されている。基本的にユニットが一定量のMPと引換えに精霊の力を借りて奇跡（魔法）を起こす概念で成り立っているが、竜言語魔法は精霊の力を用いない特殊な部類に該当する。
『運命の輪』においては、「雷」、「氷」属性が追加された。オリジナル版ではそれぞれ「風」「水」属性に分類されていた。
全56種存在する魔法は大きく分けて「攻撃系」、「回復系（取扱説明書では「補助系魔法の一つ」と説明している）」、「補助系」に区分され、それぞれ「消費MP」、「射程」、「発動形態」などが異なっている。また、発動形態は、さらに「放出系」、「投射系」、「追尾系」の3つに分類される。
本作では、魔法自体をユニットがLVアップなどで習得するのではなく、アイテムの一種である任意の魔道書を行使可能なユニットが装備する事で戦闘時、初めて発現可能となる。従って、いかな強大な魔力を秘めた魔道士系クラスであっても、魔道書を装備していなければ一切の魔法を使役する事ができない、という事である。『運命の輪』には、習得できる呪文の数に制限はない。
魔法を行使可能なクラスは最大3種（個）の呪文書を装備・使用することが出来る（クラスによって装備できる個数・行使可能な魔法は異なる）。アイテム類に該当する魔道書自体が、使役により消滅することは無いが、魔法発現には、さらにユニットのMP一定消費が絶対条件となる。
MPは戦闘開始時は、敵味方共に0であるが、徐々にチャージされていく。例えば、ウェイトが450のユニットが戦闘開始から初めて行動可能になった時、MPは22蓄積されている。
物語後半になると、MP消費の激しい魔法を多用する機会が多くなるため、行動サイクルにMPチャージ量が追いつかなくなる弊害が出てくるが、MP自体をチャージ可能（分け与える）な魔法も存在している。
基本的に魔法の詠唱時間はなく、コマンド選択後すぐに発動し、（発動時に詠唱コメントが出る事はある）それぞれが属性を持つため、「風」⇔「地」「炎」⇔「水」「神聖」⇔「暗黒」とエレメント同様の相反関係に規準する（竜言語は独立）。
『運命の輪』では、ユニットにエレメント属性が存在しないように、相反関係も無い。
放出系の攻撃魔法や回復魔法、追尾系魔法（召喚魔法）の効果範囲は、基本的に術者のINT（知力）+ MEN（精神力）の合計値が150以上で、指定したパネルを中心に5パネル、300以上で13パネルへと拡大される（ただし、その場における地形補正や天候補正を受けるため、必ずしもこの条件が該当するとは限らない）。
また前述どおり、魔法は天候にも大きく影響を受けるため、快晴時は「火系」の強化、「水系」の弱体、ならびに豪雨時はその反対の影響が及ぶ。序盤〜中盤にかけては、同ステータスであっても天候次第で威力や効果範囲が拡大・縮小される等、戦術的な差が生じる。
なお、魔法の中には天候を変動させたり、特定の地形パネルに変化を及ぼす物、術者の肉体を永久的に武器に変化させる物など、特殊な物も存在する。以下、特筆すべきものについて記述する。
禁呪
魔法の中には、禁呪と呼ばれる自然の摂理をねじ曲げてしまうほど非常に強力な物も存在する。術者以外の全て（敵味方）のユニットに影響を及ぼす禁呪は、そのあまりの破壊力ゆえに過去の「統一戦争」以降、ドルガルアによって各地の砦（神殿）に固く封印された。
禁呪は、「風」「炎」「地」「水」「闇」の全5種（運命の輪では「闇」を除き、「雷」と「氷」を加えた6種）が存在し、闇以外の禁呪は4章でのモルーバとの返答しだいで、探索が可能となる。ただし、封印を解くためには、それぞれに対応した巫女が必要となるため、ルートによっては、全ての禁呪が集まらない。
スペシャル
魔法以外に該当する物でクラス（一部のクラスはキャラクター毎に異なる）が固有に持つ、またはアイテムを使用する事で発動する特殊攻撃をスペシャルという。使用する際には一定のHPを消費することが多く、主に行使ユニットのMEN（精神力）やDEX（器用さ）のパラメーターで成功率やダメージ量が算出される。
必殺技
第4章以降、探索可能となる「死者の宮殿」内で、ある人物から旧ブリガンテスに伝わる10種の必殺技を伝授してもらう事ができる。これを習得すると本来（アイテムなしで）特殊な能力を持たない人間系ユニットに特殊なスペシャル「必殺技」が付随される。発動の際はスペシャル同様、自らのHPを消費し、対象に相応のダメージや追加効果を与える。ただし、必殺技は一人一つまでしか習得できず、それぞれダメージ基準となる要素が異なっている他、特定の武器を装備した際にしか発動できない等の制約がある。そのため、誰に何の必殺技を憶えさせるのかは、ある程度特定される傾向にある。
『運命の輪』では、武器学スキルを上げることで習得できる。よって、ユニットの育成において、クラスと武器学の選択が重要な要素となる。

### トレーニング
移動マップ上のメニューコマンドの一つ。現在駐留している拠点で、自軍同士での模擬戦闘を行う（回数制限は無いが、一日を消費する）。プレイヤーの任意でユニットを青・赤チームに分け、チーム操作を1P、2P、CPUからそれぞれ選ぶ事が可能である（擬似的な2P対戦も可能である）。トレーニングを行うメリットとして、安全かつ効率良くLVを上げる事ができる点（HPが0になったユニットは、その場から消滅するが、死亡扱いにならずユニオンに復帰する）と、ユニット間のLVの均一化が図れる点が挙げられる。また、じっくりと「埋もれた財宝」を探す手段としても活用できる。下手なプレイヤーでも特定のマップ以外はクリアする事が可能となっている。
逆にデメリットは、LVアップを繰り返しても、そのユニットの忠誠度が一切上がらない点と、時間は掛かるものの、プレイヤーの采配次第ではゲーム序盤から上限（LV50）までレベルを上げる事が実質的に可能な点である。
『運命の輪』には、トレーニングは無い。なお、LVはユニットではなくクラスで管理される。クラスチェンジすると、同じクラスのユニットはすべて同じLVになる。攻略上、敵とのLVに差がある場合、全く歯が立たないのは従来通りで、LVの均一化は必要となる。

### ゼテギネア暦
タクティクスオウガの世界には、ゼテギネア暦と呼ばれる暦（こよみ）が存在する。「ウォーレン・レポート」内で確認できる主要人物などの年齢や出生日の設定もこれに準じている。拠点を1つ移動するごとに1日が経過し、誕生日が訪れればそのキャラは歳を取っていく。時間経過による効果は特に無いが、年間を通して天候の不安定な雨期と、比較的安定した乾期がもうけられており、戦闘MAPの天候の傾向が変化するなどの効果を持つ。
ゼテギネア暦と太陽暦を比較すると以下のとおりとなる。
- 神竜の月（1/1〜1/24）
- 地竜の月（1/25〜2/18）
- 水竜の月（2/19〜3/13）雨期
- 影竜の月（3/14〜4/6）雨期
- 白竜の月（4/7〜5/1）
- 炎竜の月（5/2〜5/25）
- 風竜の月（5/26〜6/18）
- 金竜の月（6/19〜7/13）
- 雷竜の月（7/14〜8/6）雨期
- 闇竜の月（8/7〜8/30）雨期
- 海竜の月（8/31〜9/24）雨期
- 黒竜の月（9/25〜10/28）雨期
- 双竜の月（10/29〜11/11）雨期
- 火竜の月（11/12〜12/6）
- 光竜の月（12/7〜12/31）

### ウォーレン・レポート
ゼノビアの占星術士ウォーレンが、ヴァレリアに関する事柄を逐一書き記しているレポート。物語が始まると、デニムを取り巻く人物達、出来事や事柄などを書き記した「ウォーレン・レポート」が作成され、基本的にデニム達（プレイヤー視点）が、その時点で知り得る情報が物語進行に伴い追記されていく形となる。情勢の変化や、新事実の判明などが起こるごとにレポート内の記事（第三者の視点から見たゴシップ的な記事が多い）もリアルタイムで加筆、修正が行われるため、つねに目を通しておく必要性がある。また、いつでも一部の重要な場面（過去に体験したイベントがほとんどだが、中にはデニム達の視点では体験できなかったイベントもある）を回想する事もできるほか、新たなレポートを読むことで出現するイベントや、施設なども存在する。

## 設定

### 世界設定
オウガバトルサーガ第7章である本作は、前作『伝説のオウガバトル』が大陸における大規模な戦争を、英雄譚として言わば寓話的に描いているのに対して、本作では小さな諸島の中での緊迫した小国家間の紛争をより低い視点で詳細に描いている。小国間の紛争に島外の大国が介入するというストーリーは、ユーゴスラビア紛争を始めとする現実に起こった各地の民族紛争をモデルとしている。
日本には馴染みの薄い民族対立がテーマで、劇中ヴァレリア島では多数派「ガルガスタン人」、支配層「バクラム人」、少数派にして被差別層「ウォルスタ人」がそれぞれ一つの陣営を形成して内戦を戦っており、民族浄化や強制集住など、その対立は非常に根深いものとして描かれている。
- ただし、続編「オウガ64」における「藍の民」「金の民」と違い、この3民族には明確な外見的差異はないため、「バクラム人」の「プランシー」「カチュア」「デニム」親子は「ウォルスタ人」として町に溶け込んで違和感なく生活していた。
- また、民族の起源説話の類は3民族のどれに関しても劇中で一切確認することが出来ず、PSP版「運命の輪」でも結局、「ウォルスタ人」「ガルガスタン人」「バクラム人」とは何なのかが明らかにされることはなかった。
- 松野によると、3民族は「出自・言語・文化・宗教・歴史・生活様式等、政治的・歴史的に形成」されたものだという[9]

前作と同じように、中世の西欧文化をもとにしながらも、剣と魔法・ドラゴンやグリフォンが息づくファンタジー世界でストーリーが展開するが、本作で特徴的なのは、世界情勢へ神や悪魔などの神秘的な力が直接介入することがなく、あくまで人間のエゴイズムによって世界が動いていることである。
また本作では、宗教の概念が色濃く存在している。本作の世界では、その教義から宗教統一による民族の融和を目的に宗教を広めた先代とは裏腹に、その結果として教団の司祭が国家の最大権力者となった様や、裏設定ながら、時代とともに淘汰された宗教や、本来の教えが曲解され階級の違いを生み出した宗教が描かれている。

### ストーリー
オウガバトルサーガ 第7章 Let Us Cling Together (手をとりあって)
大小15ほどの島々からなる諸島で、海洋貿易の中継点として栄えていたヴァレリア島が本作の舞台である。かつてはアルモリカ、コリタニ、バーニシア、フィダック、ブリガンテスという5つの王国で構成され、民族間による紛争が絶えなかったが、覇王ドルガルアによって紛争は沈静化し、国家はひとつに統一され「ヴァレリア王国」が建国された。
しかし、このヴァレリアを統治していた先王ドルガルアが病気によって逝去し、彼の後継を巡ってヴァレリアは再び内乱状態に陥る。ヴァレリア島内はそれぞれ島南部を勢力圏に置く少数民族のウォルスタ人、西部に覇を唱える多数民族のガルガスタン人、北部を治める旧貴族階級のバクラム人と三民族が派閥を形成し、覇権を巡っての内紛が続いていた。
そんな中、覇権争いに痺れを切らしたバクラム陣営は、島外の大国であるローディス教国の暗黒騎士団ロスローリアンに援軍を要請し、島内での影響力を強め、きわどく保たれていた三民族間のパワーバランスはこれにより崩壊、バクラム陣営は島の半分を掌中に収め、バクラム・ヴァレリア国の建国に成功。先代ドルガルア王が信仰・国教としていたフィラーハ教の司祭のブランタによる独裁体制が続いており、こうしたバクラムの独裁に反抗して、バクラム人のフィラーハ教信者によって過激派組織としてヴァレリア解放戦線が組織されている。
島内で多数派を占めるガルガスタン陣営は、急進派を中心としてコリタニ地方にガルガスタン王国を建国、西部一帯を支配下に置いた。バクラム陣営に抵抗を続けるとともに、民族浄化を掲げて少数派であるウォルスタ人への弾圧を続け、その人口を著しく減少させた。残されたウォルスタ人も、ガルガスタンに作られた収容所において強制労働を強いられる者が多い。
そうした弾圧に対抗し、ウォルスタ人の一部のレジスタンスがアルモリカ地方を活動の中心とした軍事グループであるウォルスタ解放軍を結成、ウォルスタ人の解放を求めてガルガスタンに対して抵抗を続けてきたが、半年の攻防の末にウォルスタの指導者であるロンウェー公爵がガルガスタンによって捕縛、その活動を縮小している。
そんな混沌とした情勢の中、かつて「暗黒騎士団」の進軍により故郷である港町ゴリアテを襲撃され父親を拉致された主人公デニムは（オープニングで暗黒騎士団によるゴリアテ襲撃の様子が描写される）、ウォルスタ人のレジスタンスとしてゲリラ活動を行っていた。ある時、暗黒騎士団の団長である「ランスロット」が港町ゴリアテを訪れるという情報を聞きつけ、姉のカチュア、親友のヴァイスとともに、彼らを待ち伏せし、暗殺するという計画を立てる。しかし暗殺しようとした相手は同名の別人であると判明する。彼らは島外のゼノビア王国から来た騎士、ランスロット・ハミルトンたちだった。成り行きからランスロット達の助力を得て、デニムたちはロンウェー公爵の救出およびアルモリカ城の奪還に成功、第一章はここから始まる。
ウォルスタ人の解放を図るロンウェー公爵は、デニム達に指令を出し、クリザローの町にて監禁された騎士レオナールを救い出させてから、フィダック城に駐留する暗黒騎士団に休戦協定を取り付けることに成功する。そしてアルモリカ城に戻ってきたデニム達が次に指令されたことは、ガルガスタン領内にあるバルマムッサのウォルスタ人強制収容所に向かい、およそ5000名のウォルスタ人を武装蜂起させることだった。
だが、バルマムッサの街に収容された人々は、反抗しなければ虐げられることもないという考えから「現状維持」を掲げて武装蜂起を拒否。武装蜂起が拒否された状況を想定した第二案、「収容されたウォルスタ人を全員虐殺。ガルガスタン人にその濡れ衣を着せ、ガルガスタンの混乱を招くとともにウォルスタ人の結束力と士気を高める」という計画が実行に移される。後続隊を率いるレオナールにその事実を知らされ、デニムは虐殺に荷担するか、しないか、という大きな選択を迫られることになる。
後に「バルマムッサの虐殺」と呼ばれるこの行動に対して選んだ答えによって、第二章以降の展開は分岐する。虐殺を拒否し反逆、悲劇の首謀者として罪を着せられ解放軍などから追われる身となる場合と、虐殺に加担し計略は成功、引き続き解放軍のリーダーとして活動していく場合に分かれる。また、虐殺を拒否した場合には、後に再び解放軍への復帰を勧められ、そこで復帰するかしないかで、第三章のストーリーが分岐する。どの選択が正しいということはなく、それぞれのストーリー分岐はパラレルワールドとしている。
第四章ではいずれのルートを進んでも、（再び）解放軍の主導者となりバクラムやロスローリアンとの戦いを終結させていくという展開に集約する。
ルート分岐概略
- 第一章
  - 僕にその手を汚せというのか（初期はN）
- 第二章
  - 誰も僕を責めることはできない（Lルート）
  - 思い通りに行かないのが世の中なんて割り切りたくないから（Cルート）
- 第三章
  - 欺き欺かれて（Lルート）
  - すくいきれないもの（Nルート） ※Cルートから分岐
  - 駆り立てるのは野心と欲望、横たわるのは犬と豚（Cルート）
- 第四章
  - 手をとりあって（ルート共通）

ルートは、第一章以降分岐し、全7節あるシナリオから4節（分岐部分は第二章・第三章のみなので可変部分は2節）が選ばれる形で最終的に第四章で収束する流れとなる。また、ルート次第で情勢や、仲間となる人物（死亡する人物）、入手可能なアイテム等が、異なる事も特徴の一つである。

### エンディング
エンディングは「クリア時にカチュアが生存しているか」を分岐の条件として基本的に、カチュアが王女に即位しヴァレリアを治める、俗にいう「グッドエンド」と、デニムがヴァレリアの後継者となった後に暗殺される「バッドエンド」の2種が存在するが（ルートによる登場人物の違いはあっても内容は、ほぼ同一である）、ある条件下でデニムが暗殺されない特殊な「バッドエンド」が存在する。この特殊エンディングは、ゲームクリア時点でカチュアが死亡（ユニオンにいない事）している事と、デニム率いる騎士団に対する評価が「ウォルスタ」「ガルガスタン」「バクラム」の3民族で各30以上あることが出現条件である。原則として騎士団の評価はゲーム内で数値として確認することはできない。

## 他機種版
| No. | タイトル                                         | 発売日                                     | 対応機種                                          | 開発元                                 | 発売元                 | メディア                              | 型式                  | 備考                 | 出典                 |
| --- | ------------------------------------------------ | ------------------------------------------ | ------------------------------------------------- | -------------------------------------- | ---------------------- | ------------------------------------- | --------------------- | -------------------- | -------------------- |
| 1   | タクティクスオウガ                               | 1996年12月13日                             | セガサターン                                      | リバーヒルソフト                       | リバーヒルソフト       | CD-ROM                                | T-5306G               |                      |                      |
| 2   | タクティクスオウガ                               | 1997年9月25日 1998年5月1日                 | PlayStation                                       | 空想科学                               | アートディンク         | CD-ROM                                | SLPS-00767 SLUS-00560 |                      |                      |
| 3   | Artdink Best Choice タクティクスオウガ           | 1999年12月2日                              | PlayStation                                       | 空想科学                               | アートディンク         | CD-ROM                                | SLPS-02524            | 廉価版               |                      |
| 4   | タクティクスオウガ                               | 2009年2月10日                              | Wii                                               | クエスト                               | スクウェア・エニックス | ダウンロード （バーチャルコンソール） | -                     |                      | [ 12 ]               |
| 5   | タクティクスオウガ 運命の輪                      | 2010年11月11日 2011年2月14日 2011年2月25日 | PlayStation Portable                              | スクウェア・エニックス                 | スクウェア・エニックス | UMD ダウンロード                      | ULJM-06009 ULUS-10565 | 売上本数：27万9183本 | [ 14 ] [ 15 ] [ 16 ] |
| 6   | アルティメットヒッツ タクティクスオウガ 運命の輪 | 2011年12月22日                             | PlayStation Portable                              | スクウェア・エニックス                 | スクウェア・エニックス | UMD                                   | ULJM-06009            | 廉価版               | [ 17 ] [ 18 ]        |
| 7   | タクティクスオウガ                               | 2014年3月12日                              | Wii U                                             | クエスト                               | スクウェア・エニックス | ダウンロード （バーチャルコンソール） | -                     |                      | [ 19 ]               |
| 8   | タクティクスオウガ                               | 2016年11月21日                             | Newニンテンドー3DS                                | クエスト                               | スクウェア・エニックス | ダウンロード （バーチャルコンソール） | -                     |                      | [ 20 ] [ 21 ] [ 22 ] |
| 9   | タクティクスオウガ リボーン                      | 2022年11月11日                             | PlayStation 5 PlayStation 4 Nintendo Switch Steam | スクウェア・エニックス ALGEBRA FACTORY | スクウェア・エニックス | BD-ROM ゲームカード ダウンロード      | -                     |                      | [ 3 ]                |

セガサターン
追加仕様として、登場する主要キャラクターのイベント時に音声が再生され、しかも井上和彦などベテラン声優も参加している。またイラストギャラリーである「デネブレポート」も搭載された。
PlayStation版
BGMの音割れ劣化や頻繁に発生するロード時間など弊害もあるが、PlayStation版のセーブ仕様によりメモリーカード1ブロックごとに別セーブが可能であり、また中断ファイルでセーブ箇所から何回でも再開出来ることから、連戦のマップ（特に死者の宮殿）が攻略しやすくなっている。なお、上記のサターン版にあった音声は収録されていない。
タクティクスオウガ 運命の輪
PlayStation Portable用として2010年7月22日にリメイク作品の制作が発表され、同年11月11日に『タクティクスオウガ 運命の輪』のタイトルで発売された。本作の開発には、クエスト時代のオリジナル版の開発メンバーである、松野らオリジナル開発スタッフが当たっている。本作の主要開発者の移籍先であり、ゲームソフト開発部門を継承したスクウェア・エニックスから発売された。
タクティクスオウガ リボーン
2022年11月11日に発売された，『運命の輪』をベースとしたリメイク作品。グラフィック・サウンド・バトルシステムなど、様々な要素が強化されている。
カットシーンはフルボイス対応となった。担当声優はセガサターン版から一新され、新規のキャスティングが行われている。

## 開発
- 丸一年の延期を経て発売された。延期の原因はキャラクターのアニメーションにこだわったためだとしている[23]。
- 松野が制作した作品では開発中の画面と製品版が大きく異なることが多い。本作でも、本来その場にいないはずのキャラがいたり、キャラクターイラストが全く異なったりしている。
- 緻密なマップグラフィックは吉田明彦が1人で全てのドットを打ったという。
- 本作のディレクターである松野泰己はクエスト退社後、ニフティサーブ上でファンからのインタビューに回答し、システム導入の意図や没シナリオ、第6・8章のプロットなどの開発秘話を明かした。この内容は同人誌『パルチさん会議中』に掲載されている。
- 本作のワールドマップの紙のテクスチャーは皆川裕史の隣の席だった吉田明彦がコーヒーをこぼしたコピー用紙をスキャンして使ったものである[24]。なお、このテクスチャーは『ファイナルファンタジーXIV: 新生エオルゼア』のトレジャーハントの宝の地図に流用されている[25]。

## スタッフ
- ゲーム・デザイン、ディレクター：松野泰己
- アートディレクター、システムCGデザイン：皆川裕史
- イラスト、背景CGデザイン：吉田明彦
- メインシステム・プログラム：畔柳達哉
- バトルモード・プログラム：森岡伸夫
- 追加プログラム：伊藤克幸
- AIバトル・プログラム、サウンド・マニピュレート：今井利明
- 音楽、編曲、プロデュース：岩田 "REZON" 匡治、崎元 "YmoH.S" 仁
- 追加CGデザイン：松田和孝、中村良一
- 追加プランナー：保光峰之
- パブリック・リレーションズ：竹井義彦 (OPUS STUDIO)、きとうやよい

## 評価
スーパーファミコン版
- ゲーム誌『ファミ通』の「クロスレビュー」では、10・8・8・8の合計34点（満40点）でゴールド殿堂を獲得、レビュアーからはゲームシステムに関して称賛する声が多く挙げられ、サワディ・ノダは全ての要素に関して「超一級のできばえ」と絶賛し、水ピンはキャラクターの成長や仲間にするシステムなど育成する部分に関して称賛、イザベラ永野および忍者増田は数多くの要素を分かりやすくシステム化した点を親切設計であると肯定的に評価した。一方で、ノダは難易度の高さを指摘し、水ピンは戦闘にて作戦が立てにくい事やレベルアップのためにトレーニングモードが頻繁に必要になる事に関して否定的に評価した。

- ゲーム誌『ファミリーコンピュータMagazine』の読者投票による「ゲーム通信簿」での評価は以下の通り、24.7点（満30点）となっている。

| 項目 | キャラクタ | 音楽 | お買得度 | 操作性 | 熱中度 | オリジナリティ | 総合 |
| 得点 | 4.3        | 4.2  | 3.9      | 3.9    | 4.2    | 4.2            | 24.7 |
セガサターン版
- ゲーム誌『ファミ通』の「クロスレビュー」では合計30点（満40点）でシルバー殿堂を獲得、ゲーム誌『SATURN FAN』の読者投票による「ゲーム通信簿」での評価は以下の通り、24.7点（満30点）となっている。

| 項目 | キャラクタ | 音楽 | お買得度 | 操作性 | 熱中度 | オリジナリティ | 総合 |
| 得点 | 4.2        | 3.9  | 3.8      | 3.7    | 4.2    | 3.8            | 23.7 |
PlayStation版
- ゲーム誌『ファミ通』の「クロスレビュー」では合計31点（満40点）でシルバー殿堂を獲得した。

PlayStation Portable版
- ゲーム誌『ファミ通』の「クロスレビュー」では、9・9・9・9の合計36点（満40点）でプラチナ殿堂を獲得した。

## 関連商品

### 攻略本
- Vジャンプブックスゲームシリーズ タクティクス オウガ（上） - 集英社
- Vジャンプブックスゲームシリーズ タクティクス オウガ（下） - 集英社
- タクティクス オウガ 公式ガイドブック （カオスルート編）- ZEST
- タクティクス オウガ 公式ガイドブック （ロウルート編）- ZEST
- タクティクス オウガ 公式ガイドブック - アスペクト
- タクティクス オウガ 公式ガイドブック 完結編 - アスペクト
- サターン版 タクティクス オウガ 公式ガイドブック - アスペクト
- タクティクスオウガ　運命の輪 公式コンプリートガイド - スクウェア・エニックス

### ファンブック
- TACTICS OGRE LOVER'S VOICE　タクティクスオウガ 運命の輪 ファンブック - 電撃プレイステーション編集部

### コミック
作者は松葉博。本編の一章後半からLルート二章終了までのコミカライズ。一部オリジナルキャラが登場する他、オリジナルエピソードや解釈が多数挿入されている。
1. 2000年3月27日初版発行、ISBN 978-4757501768
2. 2000年12月27日初版発行、ISBN 978-4757503496
3. 2001年9月27日初版発行、ISBN 978-4757505292
4. 2001年11月27日初版発行、ISBN 978-4757505612

### 画集
- タクティクスオウガ 運命の輪 Art Works - スクウェア・エニックス

### CD
- タクティクスオウガ オリジナルサウンドバージョン
  - 3枚組。ゲーム中で使用されたものとほぼ同じであるオリジナルバージョンと、作曲者の意図に限りなく近いMIDIバージョンの2通りを収録。
- OGRE GRAND REPEAT
  - 『伝説のオウガバトル』『タクティクスオウガ』で使用された曲を何曲かチョイスし、オーケストレーションしたアレンジアルバム。
- タクティクスオウガ 運命の輪　オリジナルサウンドトラック
  - 3枚組。

### アクセサリ
- タクティクスオウガ　コンプリートワークス
  - ゲームに使用されたグラフィックやイラストなど、そのほとんどを網羅したデジタルデータ集。Windows 95版とマッキントッシュ版がある。